# 一式半装軌装甲兵車
一式半装軌装甲兵車 ホハ（いっしきはんそうきそうこうへいしゃ ホハ）は、第二次世界大戦において大日本帝国陸軍が使用した装甲兵員輸送車。「半装軌」とは、本車が半装軌車であることを示す。

## 概要
日本陸軍は、戦前から装甲で覆われた装軌式（無限軌道を装備）の車両を研究していた。1933年（昭和8年）には九二式重装甲車の足回りを使用した試製装軌自動貨車 TCが試作され、試製装軌自動貨車 TE（1934年）・試製装甲兵車 TG（1935年）と続いた。
初めてモノになったのは試製九八式装軌自動貨車（1938年）であった。名称こそ「試製」と試作扱いだったが性能がよく、量産されたものが部隊に引き渡された。
この成功を受け、新たに開発されたのが本車である。ただし、部内では「装軌（全キャタピラ）」か「半装軌（ハーフトラック）」かという論争が起き、本車と同時に一式装甲兵車 ホキも開発・制式化されている。
本車は1941年（皇紀2601年）に制式化された。「一式」は、皇紀の下2桁を取っている。最高で50km/hを出すことができ、最大で12名の兵士もしくは2tの貨物を搭載できる。
ただし、この時期に開発された他の軍用車両同様、軍部が少ない資源や人員・予算を航空機や船舶に重点的に振り分けたため、本格的に量産が開始されるのは1944年（昭和19年）になってからである。生産された車両は、軍が「決戦場」と定めたフィリピン、あるいは中国大陸に送られたがとても十分な数とは言えず、途中で輸送艦ごと沈められた例も少なくない。
結局、ドイツ軍でSd Kfz 250やSd Kfz 251、アメリカ軍でM3が大量に使われたのとは対照的に、大戦における日本陸軍兵士の移動手段は基本的に徒歩によらざるをえなかった。輸送車両そのものが少ないという以前に、自動車免許取得者自体が少ないという時代だったのである。
本車を含め半装軌式装甲兵車は、少なくとも800両程度が生産されたと思われる。
昭和19年度-昭和20年度の生産数は合計501両（ホハとホキの生産比率不明）であった。
戦後、本土決戦用に内地にとどめ置かれた本車は大部分が解体されたが、一部は生き残り、戦後復興に一役買っている。一例として、東京都では本車を改造したものがごみ収集車として使用されていた。
また、本車を製造していた日野重工では、終戦後の民需転換のために本車のエンジン・シャーシを利用して大型のトレーラー式トラックやバスを製造した。